# Ione Skye
Ione Skye Leitch (Hertfordshire, Inglaterra, 4 de septiembre de 1970) es una actriz estadounidense nacida en el Reino Unido.

## Trayectoria
Trabajó en 1987 en la miniserie Napoleón y Josefina: Una historia de amor y, más adelante, se convirtió en un ídolo adolescente por su papel con John Cusack Say Anything (1989). En el 2006, la revista VH1 la puso en el puesto 84 de "100 Greatest Teen Stars".

## Vida personal
Es hija del músico Donovan. Conocida también por haber sido pareja (1987-1988) de Anthony Kiedis, vocalista de los Red Hot Chili Peppers. En su biografía Scar Tissue hay una foto desnuda de la pareja. Skye tenía 18 años cuando se tomó la foto y él 26 años. Su primer marido fue Adam Horovitz, un miembro de los Beastie Boys; se separaron en 1995 y se divorciaron en 1999. Skye luego tuvo una relación con el arquitecto David Neto y de esa relación nace su primera hija Kate, con el tiempo Skye y David se separaron.
En el 2008 se comprometió con el cantante australiano Ben Lee y se casaron el 29 de diciembre en una ceremonia hindú en la India y de esa relación nació Goldie. Actualmente sigue en pareja con él.

## Filmografía
- Instinto sádico (1986) Clarissa
- Stranded (1987) Deirdre Clark
- Una noche en la vida de Jimmy Reardon (1988) Denise Hunter
- Say Anything... (1989) Diane Court
- Seducir a Raquel (1989) Rachel Noyce
- Mindwalk (1991) Kit Hoffman
- Guncrazy (1992) Joy
- Wayne's World (1992) Elyse
- Nafta, comida y alojamiento (1992) Trudi
- Cuatro habitaciones (1995) Eva
- Dream for an Insomniac (1996) Frankie
- The Size of Watermelons (1996) Mggie
- La Torre de la vida (1998) Diane Shannon
- Jump! (1999) Stephanie
- But I'm a Cheerleader (1999) Kelly
- Mascara (1999) Rebecca
- Moonglow (2000)
- Dry Cycle (2003) Jolynn
- Return to Babylon (2004) Virginia Rape
- Arrested Development (2004) Mrs. Veal
- Amor en juego (2005) Molly
- The Lather Effect (2006) Zoey
- 12 Hours to Live (2006) Megan Saunders
- My Father's Will (2008)
- Sin cita previa (2008) (1 episodio)
- La Brea (2021) Jessica Harris